# 賀怡
賀 怡（が い、1911年 - 1949年11月21日）は、中国共産党の幹部であり、毛沢覃（毛沢東の弟）の妻で、賀子珍（毛沢東の妻）の妹である。

## 生涯
江西省永新県で生まれた。幼名は銀媛だった。10代の頃、兄の賀敏学、姉の賀子珍と共に革命に参加した。1926年に中国共産主義青年団、中国国民党に加入した。1926年10月には婦女協会のメンバーとなり、賀子珍とともに「十姉妹」演説隊を組織して、町や村で革命と女性解放を推進した。1927年に中国共産党員となった。
1928年、賀怡は贛西特別委員会に出向し、1929年4月、当時贛西特別委員会秘書長だった劉士奇と結婚した。劉士奇はその後、路線を間違えたために江西省を追われ、賀怡との婚姻も消滅した。劉士奇は、その後すぐに死亡した。
1930年2月、中国共産党の贛西特別委員会、贛南特別委員会、湘贛辺特別委員会が合併して贛西南特別委員会が結成され、補欠委員と女性部長に賀怡が選出された。 在任中、「贛西南女性運動大綱」の策定を主宰し、草の根レベルで女性運動を立ち上げた。1931年6月には、永峰・吉安・太河の中国共産党特別委員会が設置され、河毅は特別委員会の委員であり、保安局長を務めていた。1931年6月、永豊・吉安・泰和の特別委員会が設置され、賀怡は特別委員会の委員兼保衛局長となった。同年7月20日、特別委員会書記の毛沢覃と結婚した。1932年3月、公略中心県委員会が成立し、毛沢覃が書記、賀怡が瑞金県委員会組織部副部長となった。
中国共産党第六次全国代表大会の後、中国共産党中央委員会は王明の路線に支配された。1932年10月の寧都会議の後、毛沢東は軍務を解かれた。1933年7月には中央蘇区で鄧小平・毛沢東・謝維俊・古柏に対する運動が開始された。毛沢覃は批判され、賀怡は中央党校で訓練を受け、出産後1か月間残忍な闘争を受けたが、董必武副校長に保護されていたため、党から警告を受けただけで済んだ。
1934年春、賀怡は作業班を率いて瑞金県下肖区に赴き調査を行い、柏樹下村だけでも3代、5代前まで調査していたため、貧しい中流農民なのに地主や富裕農民に分類され、紅軍の18世帯が反革命派に分類されていたことを明らかにし、査田運動の誤りを指摘した。この調査は、董必武・何叔衡・鄧発などの指導者から称賛された。その後すぐに、下肖区委員会書記に任命された。
1934年10日、紅一方面軍は長征を開始し、中央蘇区を離れた。毛沢覃夫妻は中央蘇区に留まり、毛沢覃は独立師団の司令官となり、部隊を率いて武夷山に退却した。賀怡と父母は中国共産党の手配で1935年初めに江西省贛県水西に到着し、三宝経堂に1年以上潜伏した。その間に毛沢覃の死を知った。
日中戦争勃発後の1937年11月、吉安に新四軍通信所が設置され、賀怡は通信所の統戦部長となり、後に民運部長となった。1938年、贛南地区委員会組織部長に転任した。1939年、広東省委員会女性部に異動した。1940年6月30日、韶関で国民党の工作員に逮捕された。自白を引き出そうとする国民党に抵抗するために金の指輪を飲み込んで自殺しようとしたが、自殺できず、健康を害した。共産党に救出され、延安に到着した。1941年の皖南事変の後、新四軍は蘇北に再建され、陳毅が軍長代理を務めた。賀怡も第四軍軍部に配属された。
日中戦争終結後、賀怡は陝北に戻り、中央党校に入学した。1948年冬に中国東北部に赴任した。1949年に中国人民解放軍に従って南下し、解放軍が江西を占領した後、吉安地域委員会組織部長に就任した。
1949年11月、江西省の江西吉安地域委員会組織部長だった賀怡は、その職を休職して、毛沢東と賀子珍が長征の前にもうけ、その後消息不明となっていた小毛を探すために、ジープで贛南（江西省南部）に向かった。贛南に着く前に、故郷の永新に行き、親戚の賀調元の家に預けていた自分の子供の賀麓成を迎えに行った。贛南ではまず、昔の同志の多くに会い、父の賀煥文の墓に参った。贛南では、小毛を見つけられなかった。1949年11月21日、賀怡は贛南から車で吉安に戻ってきた。同乗していたのは、運転手、賀怡の助手、賀怡の子の賀麓成、賀怡の護衛、紅軍の将軍・古柏の妻の曾碧漪と子供の古一民だった。泰和県西昌鎮橋頭村の豊塘橋で車が交通事故を起こし、賀怡は即死した。享年は38。賀怡の助手と古一民も死亡した。曾碧漪は重症を負い、賀麓成は左足を骨折した。
賀怡の遺体は江西省吉安県郊外の天華山に埋葬され、そこから一度も動かされなかった。2014年、天華山に面積160平方メートルの賀怡の墓が築かれた。墓石には「賀怡烈士之墓」（賀怡烈士の墓）と刻まれ、上部には五芒星が埋め込まれている。2014年4月6日に、息子の賀春生、孫の劉代英・劉代明ら5人が天華山の賀怡の墓に参拝し、遺骨の一部を分骨した。分骨した骨は4月7日、井崗山の烈士墓地にある兄の賀敏学の墓の右側に埋葬された。

## 家族
1928年に劉士奇と結婚したが、その後劉士奇は追放され、婚姻も消滅した。劉士奇との間の息子は劉子毅（1924年-1968年5月）で南昌鉄道公安局局長となった。
1931年に毛沢覃と結婚したが、毛沢覃は1935年に戦死した。毛沢覃との間には息子の賀麓成をもうけた。他に娘がいるが、行方不明である。
毛沢覃の死後に別の男性と再婚し、娘の賀海峰と息子の賀春生をもうけた。